# Beringobdella rectangulata
Beringobdella rectangulata är en ringmaskart som först beskrevs av Levinsen 1882.  Beringobdella rectangulata ingår i släktet Beringobdella och familjen fiskiglar. Inga underarter finns listade i Catalogue of Life.